# Louppy-sur-Loison
Pour les articles homonymes, voir Louppy-le-Château et Louppy-sur-Chée.
Louppy-sur-Loison est une commune française située dans le département de la Meuse, en région Grand Est.
Elle fait partie de la Lorraine gaumaise.

## Géographie

### Localisation
Louppy-sur-Loison est située sur la D 69 qui relie la D 947 au niveau de Baâlon à la D 905 à Jametz. Le village est traversé par le Loison.

### Géologie et relief
Espaces naturels :
- Un espace protégé Natura 2000 :

Pelouses et milieux cavernicoles de la vallée de la Chiers et de l'Othain, fort du Chenois, buxaie de Montmédy,
- Quatre zones naturelles d'intérêt écologique, faunistique et floristique (Znieff)[3] :

Forêt de Woevre et gîte à chiroptères de Mouzey.
Pays de Montmedy.
Plaine de la Woevre nord.
Bocage et prairies humides du Loison à Jametz.

### Hydrographie et les eaux souterraines
Hydrogéologie et climatologie : Système d’information pour la gestion des eaux souterraines du bassin Rhin-Meuse :
Territoire communal : Occupation du sol (Corinne Land Cover); Cours d'eau (BD Carthage),
Géologie : Carte géologique; Coupes géologiques et techniques,
 Hydrogéologie : Masses d'eau souterraine; BD Lisa; Cartes piézométriques.
La commune est dans le bassin versant de la Meuse au sein du bassin Rhin-Meuse. Elle est drainée par le Loison, le ruisseau de la Daridelle et le ruisseau de Woevre,.
Le Loison, d'une longueur de 53 km, prend sa source dans la commune de Loison et se jette  dans la Chiers à Chauvency-le-Château, après avoir traversé 17 communes.

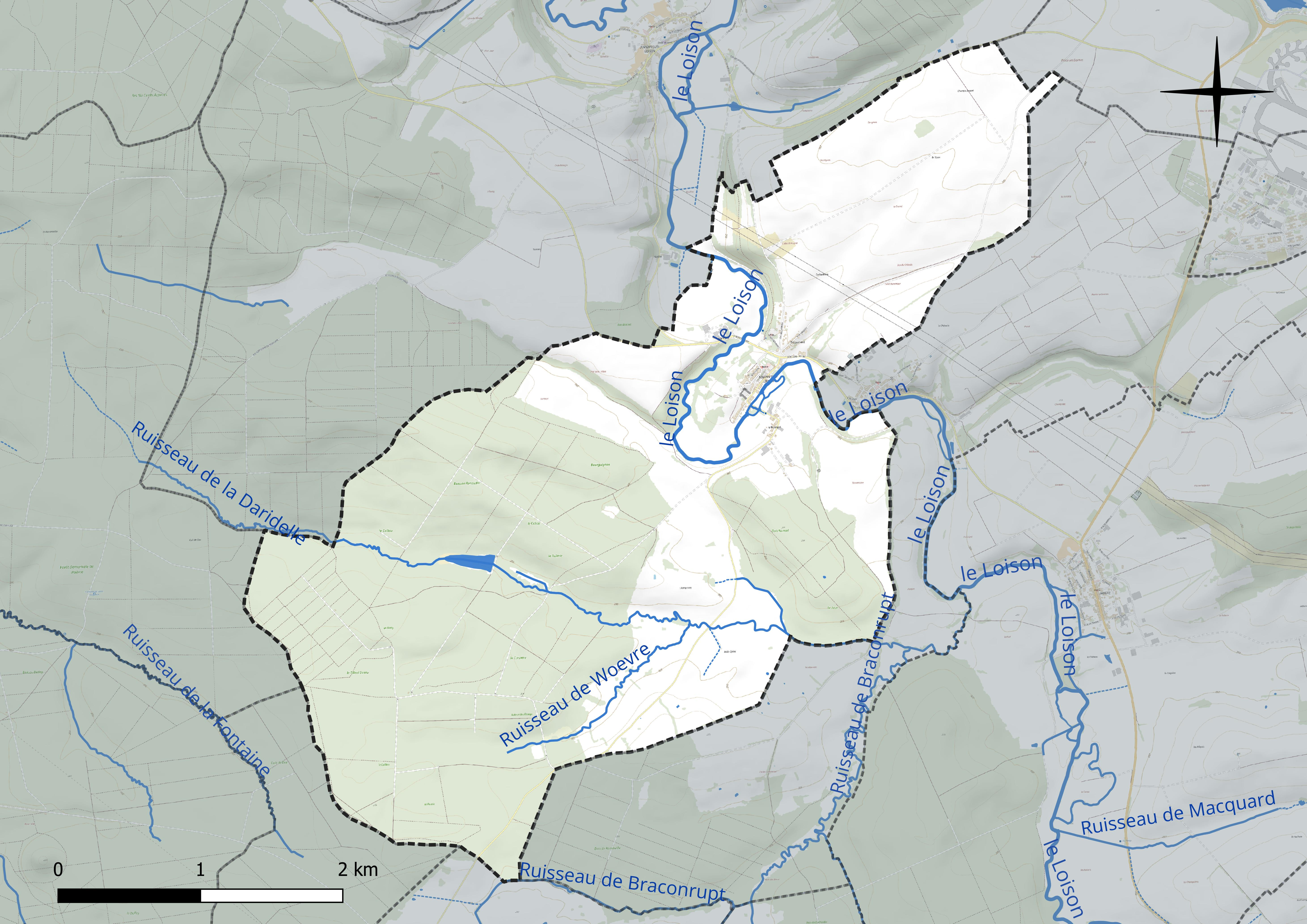
Réseau hydrographique de Louppy-sur-Loison.

### Climat
Pour des articles plus généraux, voir Climat du Grand Est et Climat de la Meuse.
En 2010, le climat de la commune est de type climat de montagne, selon une étude du Centre national de la recherche scientifique s'appuyant sur une série de données couvrant la période 1971-2000. En 2020, Météo-France publie une typologie des climats de la France métropolitaine dans laquelle la commune est dans une zone de transition entre le climat océanique altéré et le climat océanique altéré et est dans la région climatique  Lorraine, plateau de Langres, Morvan, caractérisée par un hiver rude (1,5 °C), des vents modérés et des brouillards fréquents en automne et hiver.
Pour la période 1971-2000, la température annuelle moyenne est de 9,5 °C, avec une amplitude thermique annuelle de 15,5 °C. Le cumul annuel moyen de précipitations est de 925 mm, avec 13,9 jours de précipitations en janvier et 9,6 jours en juillet. Pour la période 1991-2020, la température moyenne annuelle observée sur la station météorologique de Météo-France la plus proche, « Mouzay », sur la commune de Mouzay à 10 km à vol d'oiseau, est de 10,6 °C et le cumul annuel moyen de précipitations est de 789,5 mm. 
La température maximale relevée sur cette station est de 40,4 °C, atteinte le 24 juillet 2019 ; la température minimale est de −15,3 °C, atteinte le 20 décembre 2009,,.
Les paramètres climatiques de la commune ont été estimés pour le milieu du siècle (2041-2070) selon différents scénarios d'émission de gaz à effet de serre à partir des nouvelles projections climatiques de référence DRIAS-2020. Ils sont consultables sur un site dédié publié par Météo-France en novembre 2022.

## Urbanisme

### Typologie
Au 1er janvier 2024, Louppy-sur-Loison est catégorisée commune rurale à habitat dispersé, selon la nouvelle grille communale de densité à sept niveaux définie par l'Insee en 2022.
Elle est située hors unité urbaine et hors attraction des villes,.

### Occupation des sols
L'occupation des sols de la commune, telle qu'elle ressort de la base de données européenne d’occupation biophysique des sols Corine Land Cover (CLC), est marquée par l'importance des forêts et milieux semi-naturels (49,3 % en 2018), une proportion sensiblement équivalente à celle de 1990 (49,1 %). La répartition détaillée en 2018 est la suivante : 
forêts (41,4 %), terres arables (25,5 %), prairies (21,2 %), milieux à végétation arbustive et/ou herbacée (7,8 %), zones urbanisées (2,5 %), zones agricoles hétérogènes (1,6 %). L'évolution de l’occupation des sols de la commune et de ses infrastructures peut être observée sur les différentes représentations cartographiques du territoire : la carte de Cassini (XVIIIe siècle), la carte d'état-major (1820-1866) et les cartes ou photos aériennes de l'IGN pour la période actuelle (1950 à aujourd'hui).

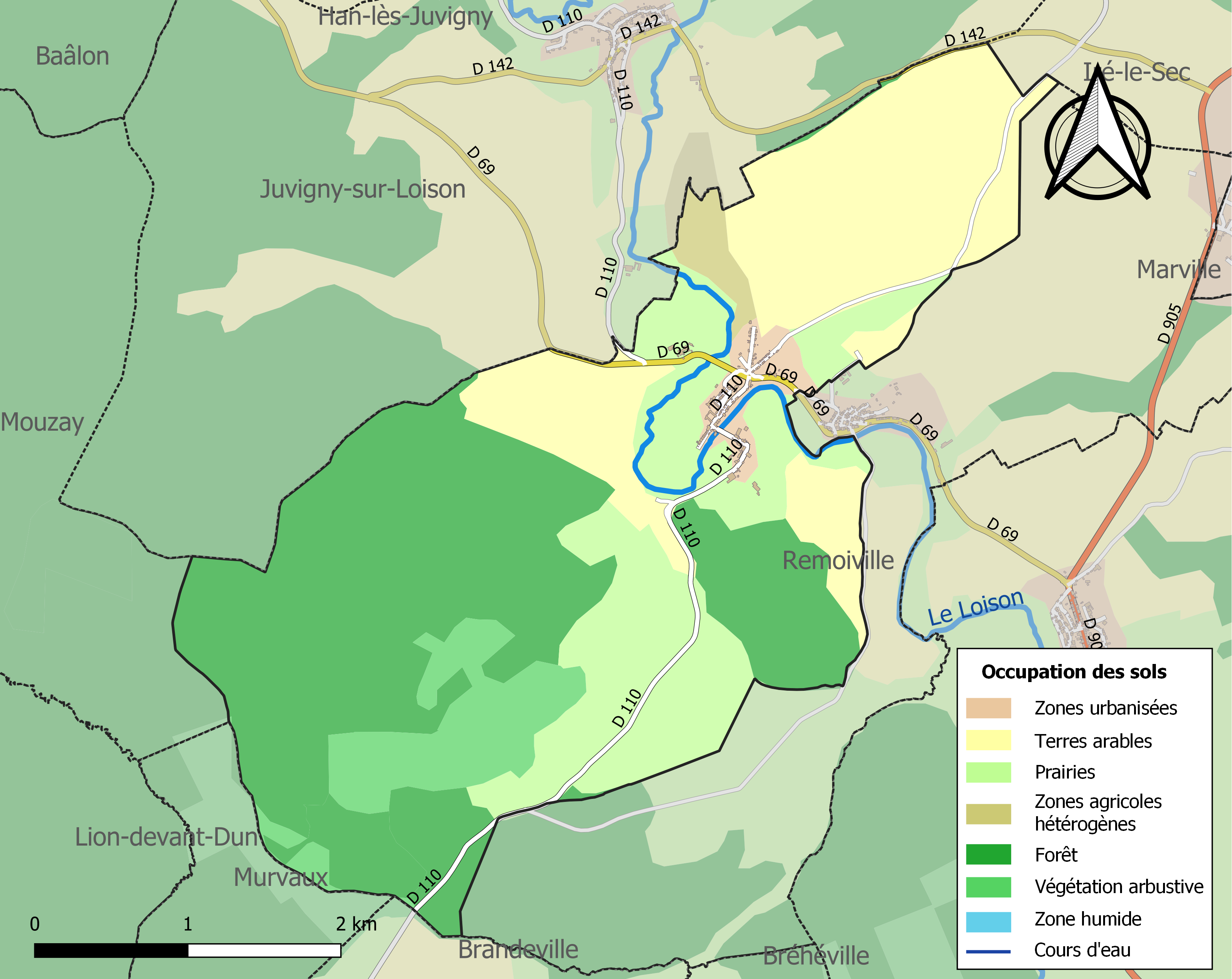
Carte des infrastructures et de l'occupation des sols de la commune en 2018 (CLC).

### Voies de communications et transports

#### Voies routières
- Autoroute A34[18].

#### Transports en commun
- Fluo Grand Est.

#### Lignes SNCF
- Gare de Montmédy
- Gare de Longuyon
- Gare de Carignan

#### Transports aériens
- Aérodrome de Charleville-Mézières
- Aéroport de Luxembourg-Findel

## Toponymie
Lopeium (1193) ; Lopeium super Losonum (XIIe siècle) ; Lupeium (XIIe siècle) ; Loppeium (1200); Lopeio (1213) ; Luppeium (1220) ; Loppeium (1220) ; Louppey (1348) ; Louppy-aux-deux-chasteaulx (1556) ; Louppy-aux-deux-chasteaux (1571) ; Louppy-aux-deux-châteaux (1700) ; Lupentium, Loupi-aux-deux-châteaux (1756).
Le Loison est une rivière du département de la Meuse et un affluent de la Chiers faisant donc partie du bassin versant de la Meuse.

## Histoire
Les premières traces archéologiques du village de Louppy-sur-Loison datent de la période gallo-romaine.
La première mention du village dans les archives date du XIe siècle (1093, Lopeium), d’après Liénard, un historien du XIXe siècle.

## Politique et administration
| Période                                  | Période   | Identité                                        | Étiquette | Qualité |
| ---------------------------------------- | --------- | ----------------------------------------------- | --------- | ------- |
| Les données manquantes sont à compléter. |           |                                                 |           |         |
|                                          |           | Lucien Amelon (1899-1967)                       |           |         |
| mars 2001                                | mars 2014 | Pierre Fleury                                   |           |         |
| mars 2014                                | En cours  | Guy-Joël Chatton Réélu pour le mandat 2020-2026 |           |         |

### Budget et fiscalité 2023
En 2023, le budget de la commune était constitué ainsi :
- total des produits de fonctionnement : 172 000 €, soit 1 511 € par habitant ;
- total des charges de fonctionnement : 119 000 €, soit 1 040 € par habitant ;
- total des ressources d'investissement : 131 000 €, soit 1 152 € par habitant ;
- total des emplois d'investissement : 29 000 €, soit 251 € par habitant ;
- endettement : 229 000 €, soit 2 007 € par habitant.

Avec les taux de fiscalité suivants :
- taxe d'habitation : 9,33 % ;
- taxe foncière sur les propriétés bâties : 33,67 % ;
- taxe foncière sur les propriétés non bâties : 17,17 % ;
- taxe additionnelle à la taxe foncière sur les propriétés non bâties : 43,61 % ;
- cotisation foncière des entreprises : 10,00 %.

Chiffres clés Revenus et pauvreté des ménages en 2021 : médiane en 2021 du revenu disponible, par unité de consommation : 22 580 €.

## Population et société

### Démographie

#### Évolution démographique
L'évolution du nombre d'habitants est connue à travers les recensements de la population effectués dans la commune depuis 1793. Pour les communes de moins de 10 000 habitants, une enquête de recensement portant sur toute la population est réalisée tous les cinq ans, les populations de référence des années intermédiaires étant quant à elles estimées par interpolation ou extrapolation. Pour la commune, le premier recensement exhaustif entrant dans le cadre du nouveau dispositif a été réalisé en 2008.

En 2022, la commune comptait 118 habitants, en évolution de −13,87 % par rapport à 2016 (Meuse : −4,4 %, France hors Mayotte : +2,11 %).
| 1793 | 1800 | 1806 | 1821 | 1831 | 1836 | 1841 | 1846 | 1851 |
| ---- | ---- | ---- | ---- | ---- | ---- | ---- | ---- | ---- |
| 354  | 390  | 403  | 398  | 450  | 449  | 475  | 524  | 515  |

| 1856 | 1861 | 1866 | 1872 | 1876 | 1881 | 1886 | 1891 | 1896 |
| ---- | ---- | ---- | ---- | ---- | ---- | ---- | ---- | ---- |
| 505  | 458  | 515  | 446  | 439  | 398  | 392  | 377  | 348  |

| 1901 | 1906 | 1911 | 1921 | 1926 | 1931 | 1936 | 1946 | 1954 |
| ---- | ---- | ---- | ---- | ---- | ---- | ---- | ---- | ---- |
| 323  | 305  | 291  | 232  | 217  | 194  | 187  | 155  | 176  |

| 1962 | 1968 | 1975 | 1982 | 1990 | 1999 | 2006 | 2008 | 2013 |
| ---- | ---- | ---- | ---- | ---- | ---- | ---- | ---- | ---- |
| 185  | 159  | 146  | 111  | 113  | 122  | 120  | 120  | 135  |

| 2018 | 2022 | - | - | - | - | - | - | - |
| ---- | ---- | - | - | - | - | - | - | - |
| 115  | 118  | - | - | - | - | - | - | - |

### Enseignement
Établissements d'enseignements :
- Écoles maternelles et primaires à Juvigny-sur-Loison, Marville, Mouzay, Montmédy, Saint-Jean-lès-Longuyon.
- Collèges à Montmédy, Stenay, Damvillers, Longuyon.
- Lycées à  Stenay.

### Santé
Professionnels et établissements de santé :
- Médecins à Marville, Montmédy, Stenay, Damvillers, Dun-sur-Meuse, Margut, Longuyon.
- Pharmacies à Marville, Montmédy, Stenay, Damvillers, Dun-sur-Meuse, Margut, Longuyon.
- Hôpitaux à Longuyon, Mont-Saint-Martin, Sedan, Villerupt.

### Cultes
- Culte catholique, Paroisse Notre-Dame du Pays de Montmédy[30], Diocèse de Verdun.

## Économie

### Entreprises et commerces

#### Commerces
- Commerces et services de proximité[31].

## Culture locale et patrimoine

### Lieux et monuments

#### Les ruines féodales

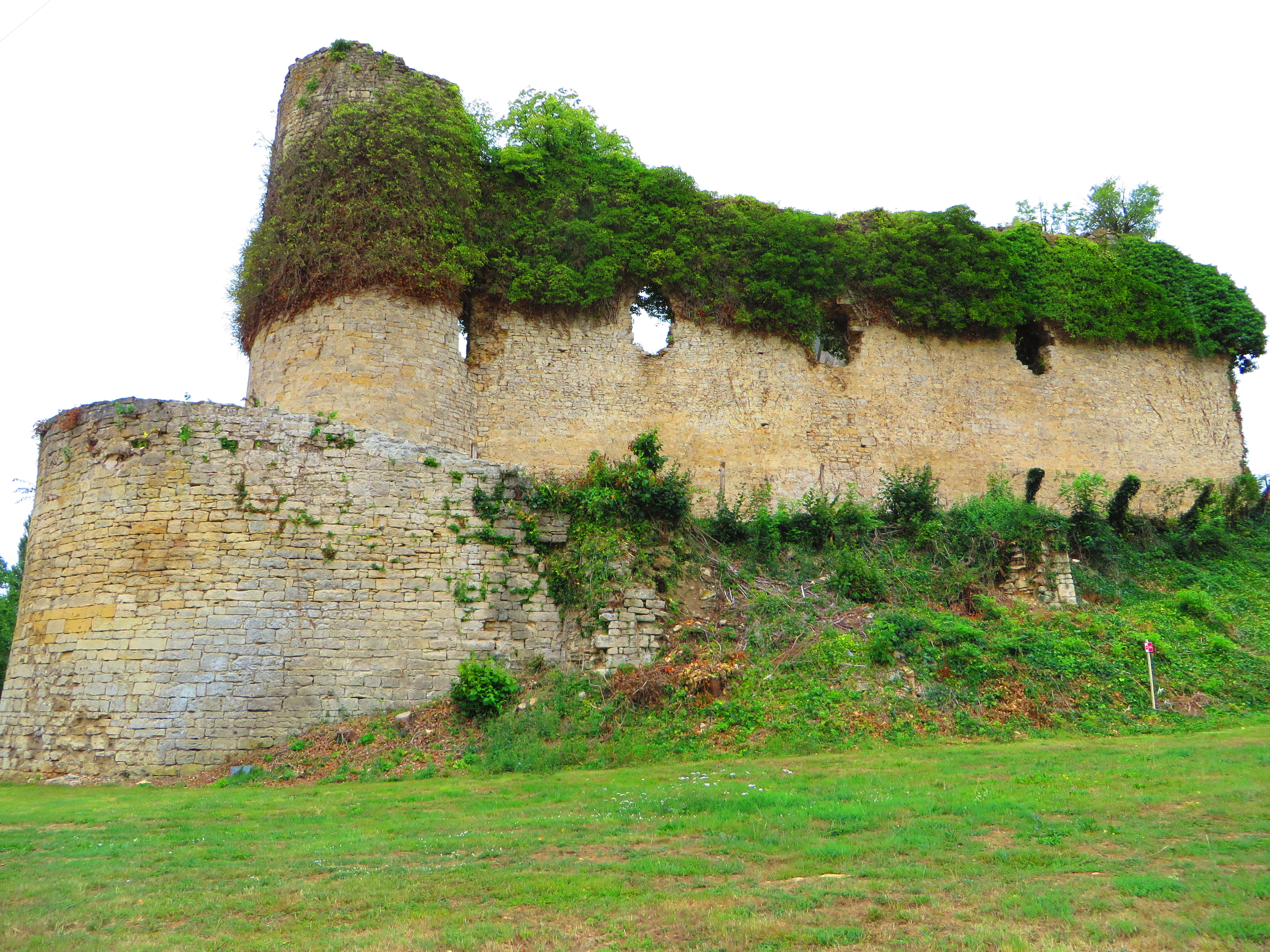
Les ruines féodales.

Après avoir fait partie de l'Austrasie et de la Lotharingie, Louppy, située sur un promontoire dans une boucle formée par le Loison, devient une forteresse possédant deux châteaux réunis par des murailles d’où son appellation ancienne de Louppy-les-deux-Châteaux. Au cœur du village, à proximité de l'église, les vestiges d’une tour et d’une courtine sont encore visibles. À l’origine, le château apparaissait sous la forme d’un quadrilatère accosté de quatre tours d’angles et possédait autrefois de profondes douves alimentées par le Loison tout proche. Outre le caractère défensif de l’édifice sa fonction résidentielle parait certaine eu égard à la présence d’une cheminée et de banquettes sous les fenêtres. Ces vestiges dateraient sans doute du XIIIe ou XIVe siècle, mais la première mention d’un château est attestée à la fin du XIIe siècle comme propriété du comte de Bar Thibaut Ier, par la suite la seigneurie de Louppy sera partagée entre différentes familles jusqu’à l’arrivée de la famille de Pouilly au XVIe siècle.
Les ruines de l'ancien château font l'objet d'un classement au titre des monuments historiques depuis le 6 février 1980.

#### L'église de la Madeleine

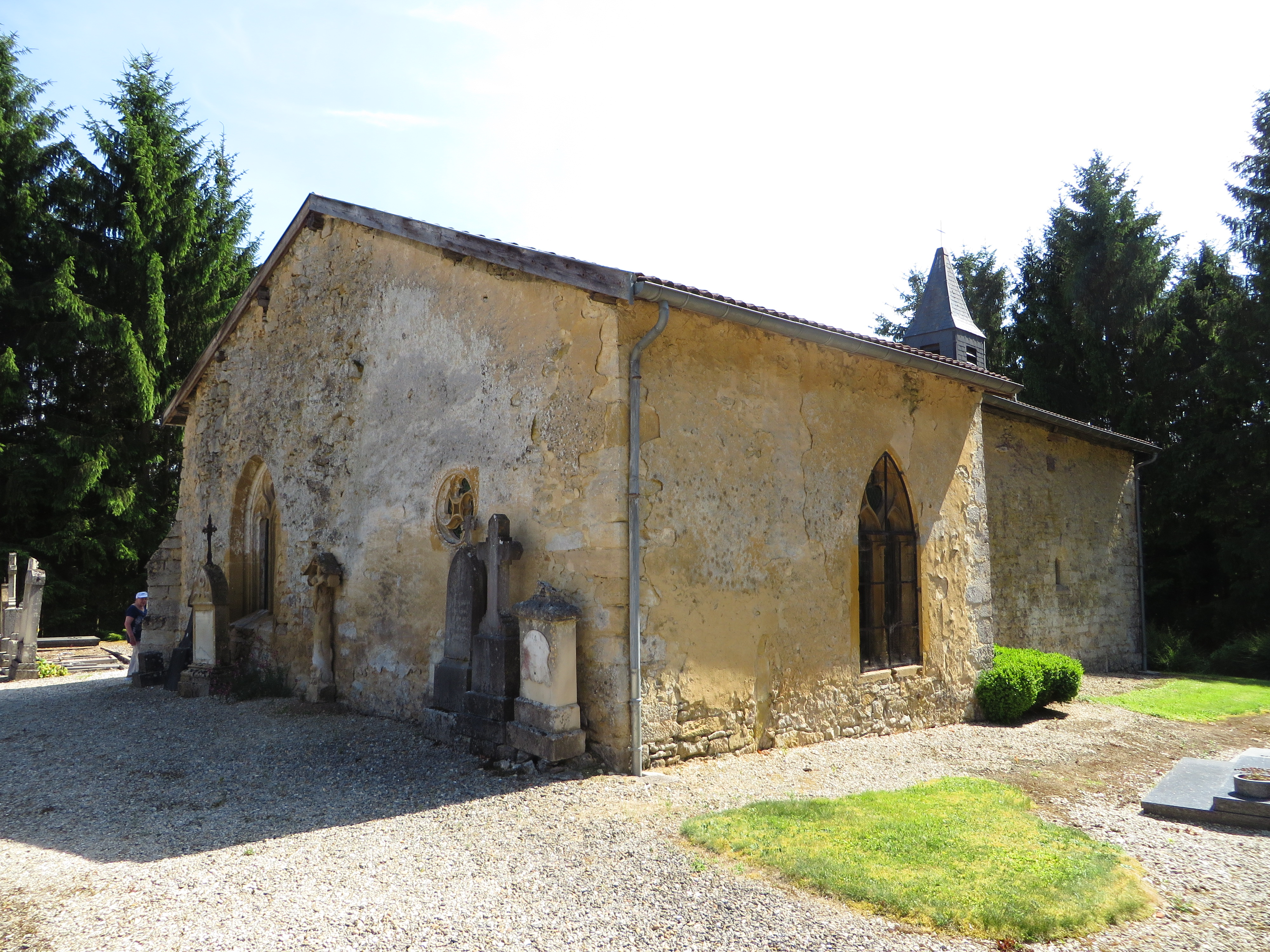
L'église de la Madeleine.

Adam de Menthon, chanoine de la collégiale Sainte-Madeleine de Verdun, fonde hors des remparts l'église de la Madeleine. Plusieurs hypothèses expliquent cet emplacement particulier à l'écart du village, notamment celle d'un ermitage comme en témoigne une fontaine, dite de l’Ermitage, située à proximité. La nef remonte au XIe siècle comme l’attestent les ouvertures romanes et fut prolongée par la suite d'un nouveau chœur voûté en ogive au XVIe siècle. La particularité de cette église tient essentiellement au retable datant de la fin du XVe siècle l'un des plus bels exemples connus dans la région. En 1840, à la demande du comte Charles Gédéon Théodore de Wassinhac, fut aménagé une chapelle funéraire ouverte sur le chœur, pour y enterrer les membres de leur famille. Elle est entièrement décorée de fresques représentant la Résurrection et les différents apôtres, on y retrouve le fondateur de la chapelle en habit de pair de France, ainsi que toutes les armoiries des seigneurs de Louppy, de l’origine jusqu’à la Révolution.
La Croix de cimetière, en pierre, du XVIe siècle, adossée au chevet de la chapelle de la Madeleine fait l'objet d'un classement au titre des monuments historiques depuis le 21 février 1959,.

#### L'église Saint-Martin

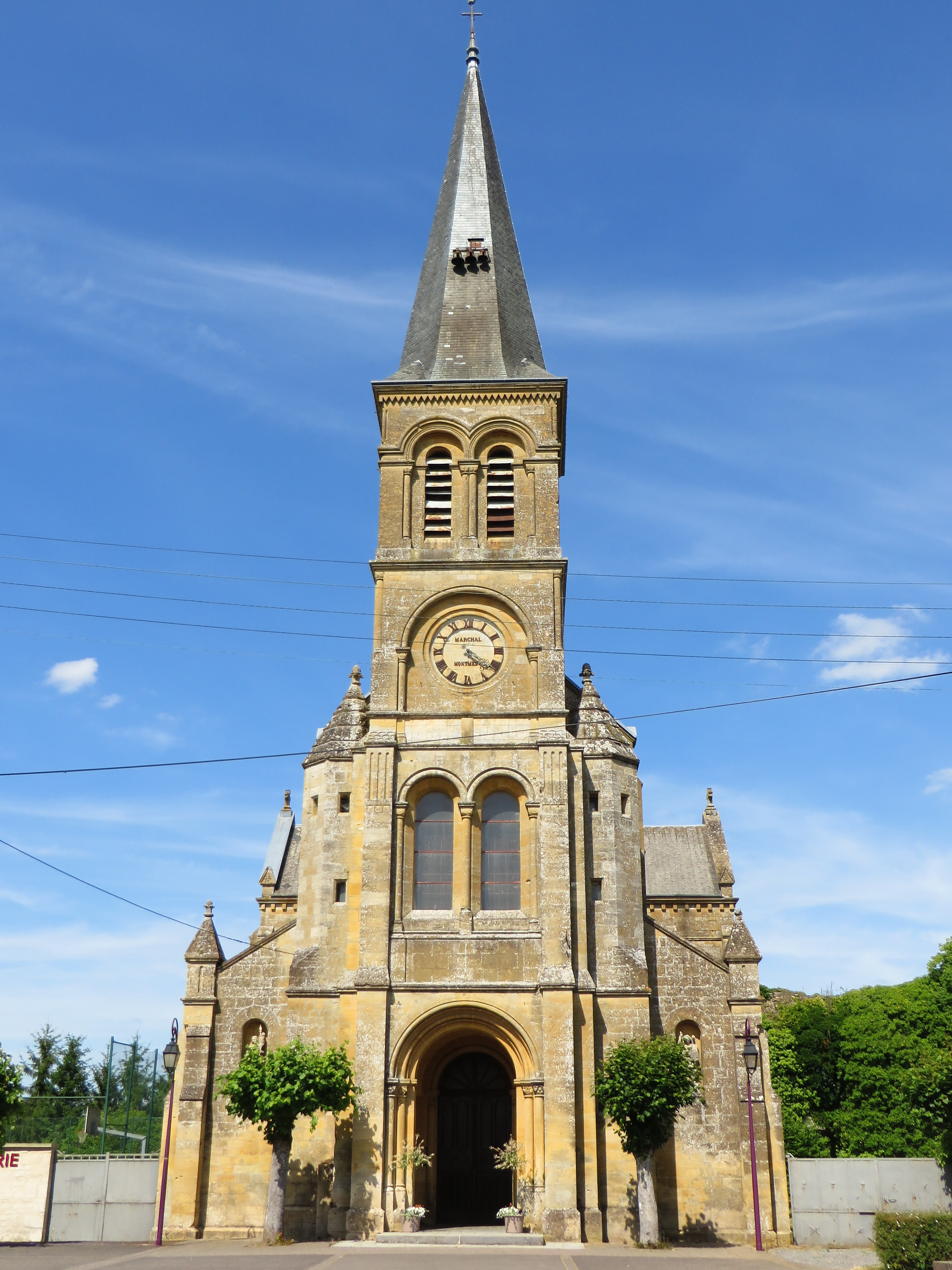
L'église Saint-Martin.

L’église Saint-martin de style néo-roman, située sur la place du village, est édifiée sur les ruines de l'ancien château fort et prend la forme d'une croix latine composée de trois vaisseaux avec un transept saillant se terminant par un chevet à trois pans. La grandeur et le volume surprenant de l’église contrastent avec celles des villages environnants et s'expliquent par la population nombreuse de l'époque, qui a atteint plus de 500 habitants au XIXe siècle. Elle fut bénite en 1878. Une fois le gros-œuvre terminé, il fut décidé de lancer une loterie et une souscription en vue de financer son ameublement, opération à laquelle participa non seulement la Lorraine, mais aussi de nombreux départements français et des villes de Belgique et du Grand-Duché de Luxembourg. À l'intérieur de l'église, en plus du mobilier néoroman, une série de vitraux garde le souvenir des anciennes familles du village, en particulier celle des Vassinhac d’Imécourt.

#### Le château de Louppy-sur-Loison
Le château de Louppy-sur-Loison offre par sa monumentalité, l'importance de son décor, ainsi que par son histoire, l'un des plus surprenants exemples d'architecture classique de la région. Il fut édifié dans la première moitié du XVIIe siècle par Simon II de Pouilly, maréchal de Barrois, gouverneur militaire de Stenay attaché au duché de Lorraine, en reprenant les structures d'un premier château du XVe siècle. Achevé en 1632, ce programme architectural unique, dont l’intérêt était d’affirmer la puissance de son commanditaire, permettait entre autres d'accueillir le duc et sa cour. Plusieurs repentirs et différentes phases de construction sont visible dans les maçonneries. Architecture défensive et résidentielle s'y mêlent. Les parties avancées du châteaux sont pourvues de cannonières, le portail principal était équipé d'un pont-levis à bascule, qui remplaça les pont-levis médiévaux à partir du XVIe siècle. C'est au moins autant la réalité defénsive de ses ouvrages que l'apparat militaire qui est recherché ici.
En 1637 le vieux château fort depuis longtemps ruiné est démantelé. Louis XIV y résida pendant le siège de Montmédy durant l’été 1657.
Lors de la Première Guerre mondiale, il fut l'objet d'un pillage organisé de l'armée allemande. Lors de la Seconde Guerre mondiale, Louppy fut occupée et servit de camp de prisonniers.
La visite du château permet de découvrir les différentes cours, ainsi que ses portails et porches sculptés d’un intérêt de premier plan dans le patrimoine régional. L'entrée se fait par la basse cour centrée autour d’un grand colombier remarquablement bien conservé, la visite se poursuit par la cour d’honneur caractérisée par une immense richesse sculpturale concentrée sur trois portails monumentaux, dont l’un représente les quartes éléments et une série de scènes mythologiques. De la cour d’honneur, on accède par un petit portail orné à la chapelle, qui conserve le souvenir de l’abbaye bénédictine voisine de Juvigny et de ses abbesses. Enfin, la visite s’achève par le parc à l’anglaise qui se développe le long d'un méandre du Loison et constitué d’essences rares. (49° 26′ 37″ N, 5° 20′ 51″ E)
Le Château de Louppy-sur-Loison fait l'objet d'un classement au titre des monuments historiques depuis le 6 février 1980.

### Personnalités liées à la commune
- Martin Stanislas Gillet (1875-1951), maître général des Dominicains de 1929 à 1946.